# Річкова флотилія Військово-Морських Сил України
Річкова флотилія Військово-Морських Сил ЗС України (Річкова флотилія ВМСУ) — оперативне об'єднання або оперативно-тактичне об'єднання у Військово-морських силах України для забезпечення підтримки сил у прирічкових операційних районах, які діють біля Дніпра та інших річок.

## Історія
У березні 2022 року у зв'язку з загрозою з боку білоруської Пінської флотилії (дивізіон у Пінську і група катерів у Лоєві — загалом 19 суден) у складі Морського командування ВМС України була сформована Річкова флотилія Військово-Морських Сил ЗС України. Перший дивізіон флотилії на Дніпрі був сформований із мобілізованих цивільних суден, на які було встановлене озброєння. Згодом дивізіон поповнили військовими катерами, зокрема проєкту 363У. До складу дивізіону входить 19 суден. Після формування нових дивізіонів, військова флотилія отримає бази в кількох містах на Дніпрі і зможе контролювати всю протяжність річки.
У листопаді 2022 року у складі річкового дивізіону ВМС України на Дніпрі з'явилися перші американські катери Sea Ark Dauntless передані США. Всього має бути поставлено 10 таких катерів.
У вересні 2022 року для виконання завдань у північній операційній зоні Річкова флотилія отримала десантний катер українського виробництва «SHERP the SHUTTLE»

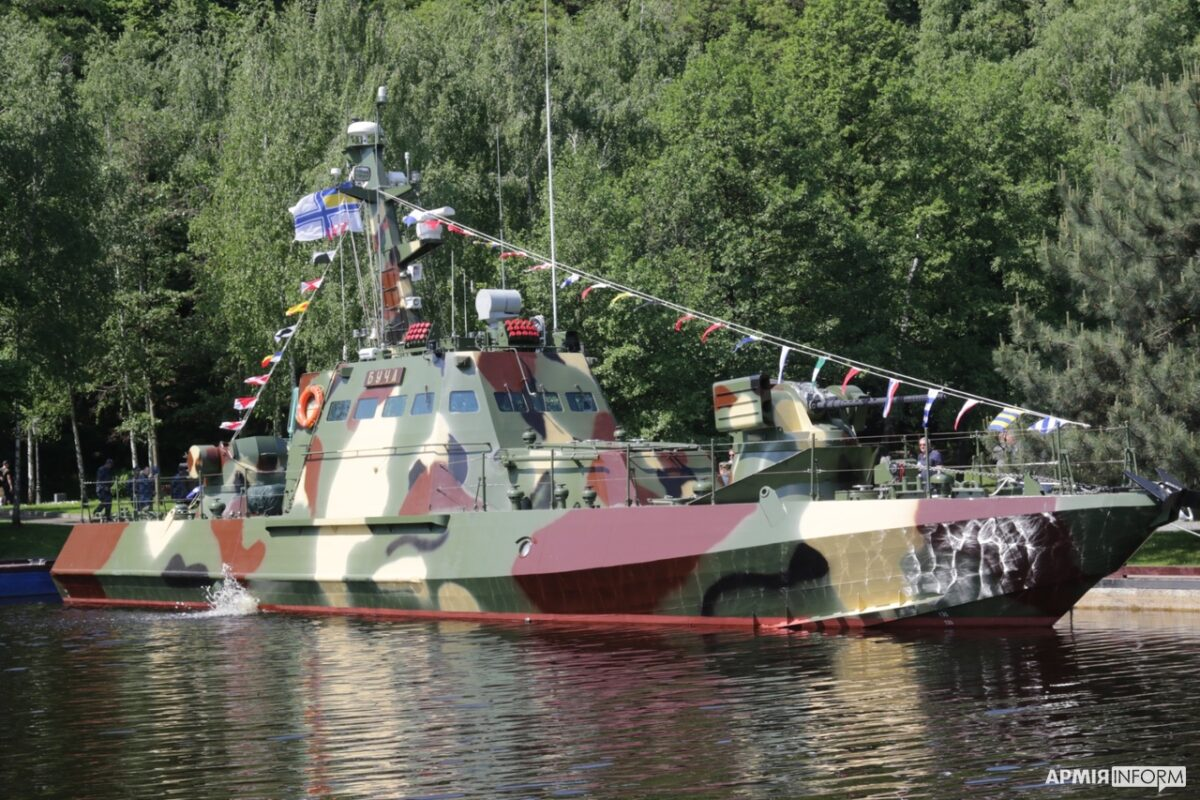
Флагман річкової флотилії ВМС України МБАК «Буча»

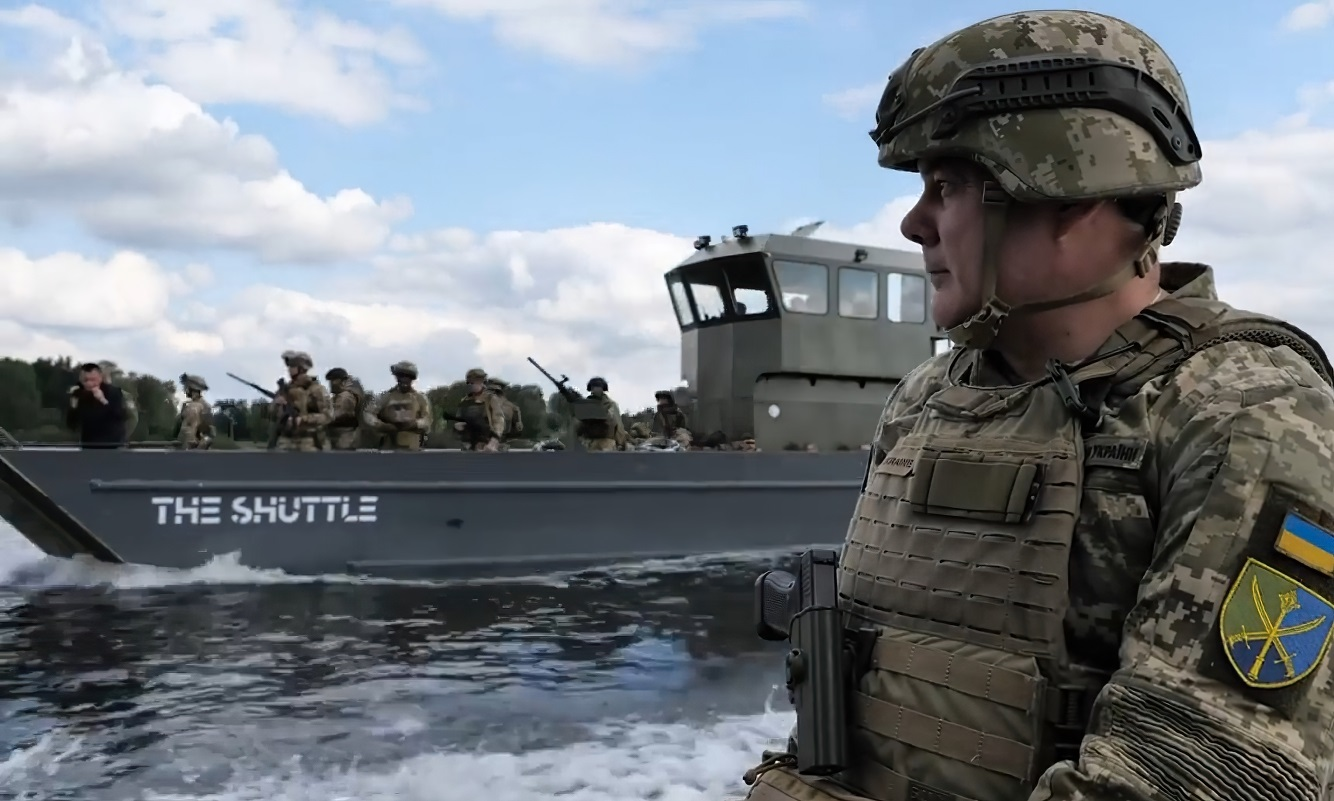
Десантний катер Sherp The Shuttle

Командувач ВМС України віце-адмірал Олексій Неїжпапа повідомив, що спочатку був створений річковий дивізіон, який був направлений на північ річки Дніпро. Там він нині перебуває у складі певного угруповання. У 2023 році був створений другий річковий дивізіон, який працює на півдні Дніпра в складі іншого угруповання. А для організації взаємодії на річці Дніпро була створена Річкова флотилія, яка є органом управління цими підрозділами та катерами.
26 травня 2023 року Річкова флотилія Військово-Морських Сил ЗС України прийняла до свого складу малий броньований артилерійський катер проєкту 58155 (МБАК) «Буча». МБАК «Буча» має стати флагманом київського дивізіону річкової флотилії.
02 липня 2023 року Президент України вручив бойові прапори 26-му та 27-му окремим дивізіонам річкових катерів річкової флотилії Військово-Морських сил Збройних Сил України.

## Структура
- Річкова флотилія Військово-Морських Сил України (м. Київ)[9]
  - 26-й окремий дивізіон річкових катерів
  - 27-й окремий дивізіон річкових катерів

## Командування
Командир
- в.о. капітан 1 рангу Вицький Юрій Іванович (2022 — теперішній час)[10]

Заступник командира

## Відомі особи
- Чумак Денис Миколайович - старшина 1 статті, Герой України (2025)[11]. Під час церемонії нагородження зазначалося, що «екіпаж десантного катера під його керівництвом здійснив десятки бойових виходів через річку Дніпро, забезпечивши переправу особового складу, евакуацію десантних підрозділів та вогневе прикриття. У червні 2024 року катер атакували й пошкодили російські безпілотники, Денис Чумак зазнав поранення, але екіпажу вдалося виконати бойове завдання, доставити боєкомплект і продовольство на лівий берег Дніпра. Після лікування повертався до служби, неодноразово зазнавав поранень, проте й далі виконував бойові завдання...»[12].